# Эунли, Уве
Уве Эунли (норв. Ove Aunli; род. 12 марта 1956 года, Оркдал) — норвежский лыжник, призёр Олимпийских игр, двукратный чемпион мира, победитель этапа Кубка мира. Муж известной лыжницы Берит Эунли.
В Кубке мира Эунли дебютировал в 1982 году, в декабре 1984 года одержал свою единственную в карьере победу на этапе Кубка мира. Кроме этого имеет на своём счету 4 попадания в тройку лучших на этапах Кубка мира. Лучшим достижением Эунли в общем итоговом зачёте Кубка мира является 3-е место в сезоне 1984/85.
На Олимпиаде-1980 в Лейк-Плэсиде завоевал серебро в эстафете и бронзу в гонке на 15 км, кроме того занял 8-е место в гонке на 30 км.
На Олимпиаде-1984 в Сараево стартовал в трёх гонках, эстафета — 4-е место, 15 км классикой — дисквалифицирован, 50 км классикой — не финишировал.
За свою карьеру на чемпионатах мира завоевал две золотые, одну серебряную и три бронзовых медали, наиболее успешным стал для Эунли чемпионат мира-1985, на котором он завоевал три медали.